# Mercy ffoulkes-Crabbe
Mercy Kwarley ffoulkes-Crabbe, née Quartey-Papafio le 6 janvier 1894 et morte le 14 juin 1974, est une enseignante ghanéenne, la première femme autochtone à diriger une école sur la Côte de l'Or. Elle est également chroniqueuse féminine, sous le pseudonyme de Gloria, pour le Gold Coast Times,.

## Biographie
Mercy Quartey-Papafio est la fille de Benjamin Quartey-Papafio, le premier médecin de la Côte de l'Or, et de Hannah Maria Duncan de Cape Coast.
Elle fait ses études à l'école méthodiste wesleyenne de Cape Coast et à la Grammar school d'Accra, que son père a cofondée. À l'âge de 16 ans, elle devient la première fille d'Afrique de l'Ouest à obtenir un diplôme du College of Preceptors and Senior Cambridge. 
En 1911, elle commence à enseigner à l'école publique pour filles d'Accra, avec un salaire annuel de 25 £. En 1913, elle et sa sœur Ruby sont envoyées à l'école Saxonholme de Birkdale, puis retournent à Accra en 1915. Elle est par la suite directrice adjointe de l'école publique pour filles d'Accra et pendant un certain temps directrice par intérim.
En 1921, elle est nommée directrice de l'école publique de filles de Cape Coast. Elle occupe ce poste jusqu'à sa retraite en 1949, formant ses professeurs après l'école pour les préparer à des  examens externes. Elle est la première de la Côte de l'or à créer une association de parents d'élèves  (Parent Teacher Association) pour améliorer la compréhension entre les parents et les enseignants. 
Elle introduit également des cours du soir pour les femmes adultes à Cape Coast, mais doit interrompre l'initiative après que les maris s'y soient opposés.
En 1949, elle reçoit l'Ordre de l'Empire britannique (Most Excellent Order of the British Empire). En 1953, elle aide Evelyn Amarteifio à fonder la Fédération nationale des femmes de la Côte de l'or et en est la première présidente.
Elle meurt en juin 1974 et est enterrée au cimetière d'Osu (Accra).